# ...E risalire il tempo
...E risalire il tempo è un album del gruppo musicale italiano Alunni del Sole, pubblicato nel 2005.

## Descrizione
È un doppio CD: Il secondo disco costituisce il dodicesimo album da studio della band, mentre il primo è una raccolta di successi riarrangiati e ri-registrati.

## Tracce
1. ...E mi manchi tanto
2. Isa... Isabella
3. Un'altra poesia
4. Jenny
5. L'aquilone
6. Pagliaccio
7. Le maschere infuocate
8. 'A canzuncella
9. Liù
10. Tarantè
11. Poesia d'ottobre
12. Zingarella
13. Le porte del sole
14. Una come te
15. Concerto
16. Ce ne jamme
17. Dove era lei a quell'ora
18. Magica serenata
19. Quei giorni a ricordare il tempo
20. Io canto
21. Un ricordo
22. Le porte del sole
23. ...E risalire il tempo